# Agrișu Mare, Arad
Agrișu Mare este un sat în comuna Târnova din județul Arad, Crișana, România.